# Alvega
Alvega ist ein Dorf und eine ehemalige Gemeinde (Freguesia) im portugiesischen Kreis Abrantes im Distrikt Santarém. Es liegt in einer Meereshöhe von 39 m am linken Ufer des Flusses Tejo.

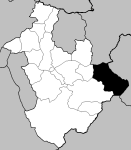
Lage der Freguesia Alvega im Kreis Abrantes bis September 2013

Die Freguesia Alvega hatte eine Fläche von 55,3 km² und 1502 Einwohner (Stand 30. Juni 2011).

## Geschichte
Während der Römerzeit hieß der Ort Aritium Vetus . Von hier führten Römerstraßen nach Lissabon, Mérida und Salamanca.
Eine Inschrift in einem Stein berichtet, dass am 11. Mai 37 n. Chr. die Bevölkerung der Siedlung den sogenannten Kaisereid auf den neuen Princeps Caligula leistete.
Am 29. September 2013 wurden die Freguesias Alvega und Concavada zur neuen Freguesia União das Freguesias de Alvega e Concavada zusammengefasst.

## Bauwerke
Auffälligstes Bauwerk im Dorf Alvega ist das Solar de Alvega, ein Herrenhaus, das im 17. Jahrhundert vom Grafen Caldeira de Mendanha erbaut wurde und heute als Hotel dient. Außerdem stehen hier die Kirche São Pedro und die Kapelle von Casa Branca.
Die Ponte Rodo-Ferroviária de Alvega ist eine Brücke über den Tejo aus dem Jahre 1881 zwischen Alvega und Mouriscas.

## Wappen und Flagge

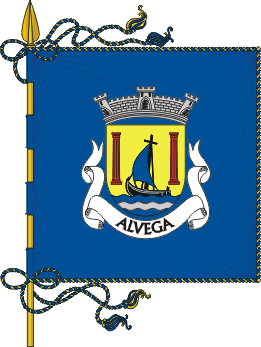
Flagge von Alvega

Das Wappen besteht aus einem goldenen Schild mit einem schwarzen Boot mit silbernen Verzierungen. Links und rechts vom Boot befinden sich zwei rote dorische Säulen. Die gemauerte, silberne Krone mit drei Türmen zeichnet Alvega als Aldeia aus, einem Dorf mit einigen hundert Einwohnern.
Entsprechend dem Flaggengesetz ist die Flagge Alvegas daher einfarbig. Es ist eine blaue Flagge mit dem Gemeindewappen im Zentrum.